# Correccion
Correction
L'eau-forte Correccion (en français Correction) est une gravure de la série Los caprichos du peintre espagnol Francisco de Goya. Elle porte le numéro 46 dans la série des 80 gravures. Elle a été publiée en 1799.

## Interprétations de la gravure
Il existe divers manuscrits contemporains qui expliquent les planches des Caprichos. Celui qui se trouve au Musée du Prado est considéré comme un autographe de Goya, mais semble plutôt chercher à dissimuler et à trouver un sens moralisateur qui masque le sens plus risqué pour l'auteur. Deux autres, celui qui appartient à Ayala et celui qui se trouve à la Bibliothèque nationale, soulignent la signification plus décapante des planches.
- Explication de cette gravure dans le manuscrit du Musée du Prado :
Sin corrección ni censura no se adelantaba en ninguna facultad: y la de la Brujería necesita particular talento, aplicación, edad madura, sumisión y docilidad a los consejos del gran Brujo que dirige el seminario de Barahona.[2]
(Sans correction ni censure, on ne progresse pas dans aucune faculté : et celle de la Sorcellerie nécessite talent particulier, application, âge mûr, soumission et docilité envers les conseils du grand Sorcier qui dirige le séminaire de Barahona.[3]).

- Manuscrit de Ayala : 
Tribunal del Santo Oficio. Los hombres son a veces buenos o malos por monería o imitación.
(Tribunal du Saint Office. Les hommes sont parfois bons parfois mauvais par gentillesse ou imitation[3].).

- Manuscrit de la Bibliothèque nationale d'Espagne :
Los picaros de todos estados y condiciones, mercaderes, frailes y villanos, aparentan deseo de la enmienda cuando les predica un mono cualquiera: pero pronto vuelven a las andadas porque todo lo hacemos por imitación.
(Les voyous de tous états et de toutes conditions, marchands, frères et roturiers simulent le désir de la repentance quand le premier singe leur fait le prêche : mais bientôt, ils reviennent à leurs pratiques parce que nous faisons tout par imitation[3].).

## Technique de la gravure
L'estampe mesure 213 × 148 mm sur une feuille de papier de 306 × 201 mm.
Goya a utilisé l'eau-forte et l'aquatinte.
Il existe un dessin préparatoire à la sanguine. Dans le coin inférieur gauche, au crayon est écrit 11. Dans le coin inférieur droit figure un 57. Le dessin préparatoire mesure 206 × 149 mm.

## Catalogue
- Numéro de catalogue G02134 de l'estampe au Musée du Prado.
- Numéro de catalogue D04218 du dessin préparatoire au Musée du Prado.